# Evelin Ilves
Evelin Ilves Int-Lambot (Tallinn, 20 aprile 1968) è una politica e giornalista estone.
È l'ex First Lady dell'Estonia, ex moglie del 4º presidente dell'Estonia Toomas Hendrik Ilves, da cui ha divorziato il 30 aprile 2015.

## Biografia

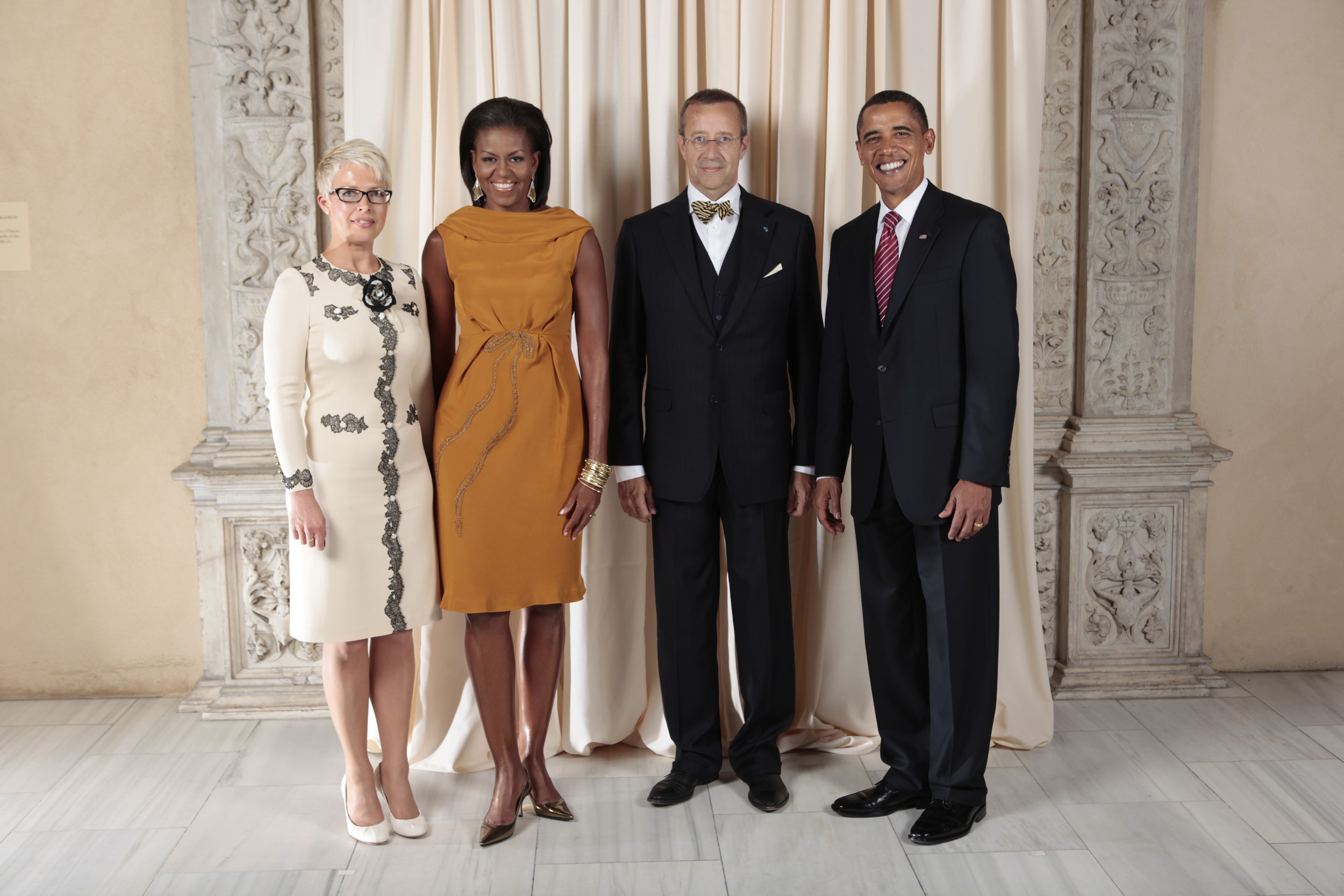
Da sinistra: La First lady Evelin Ilves con la First lady Michelle Obama, il Presidente estone Toomas Hendrik Ilves e quello americano Barack Obama a New York, nel 2009.

Cresciuta nella capitale Tallinn, ha conseguito la maturità classica al Liceo di Saku, nel 1986. Ha frequentato l'Università di Tartu, dove si è laureata in medicina.
Nel 2004 si è sposata dopo una lunga convivenza con il partner Toomas Hendrik Ilves con il quale ha una figlia, Kadri Keiu, nata nel 2003.
Nella sua carriera professionale, la Ilves ha lavorato in campo pubblicitario, nelle pubbliche relazioni, ed è membro principale del giornale Eesti Päevaleht

## First Lady dell'Estonia
Come First Lady la Ilves ha supportato ed organizzato un vasto numero di iniziative benefiche in campo sociale, soprattutto con particolare riguardo ai bambini ed all'infanzia, si è occupata di salute, e di miglioramento della condizione femminile nel lavoro e nella società.
Ha preso parte a visite di stato all'estero, incluso quelle negli Stati Uniti nel 2009 ed in Svezia nel 2011..
Luglio 2012. Nell'ambito delle manifestazioni per la XXX Olimpiade di Londra, la Ilves ha portato la fiamma olimpica a Dover.
Nell'agosto del 2014 la rivista Kroonika pubblica una foto in cui la first lady bacia un aitante uomo. L'accaduto risalirebbe al 6 agosto precedente. La signora, poco dopo, si scusa su Facebook per l'incidente con "coloro che si sono sentiti feriti o offesi".